# Peñas Chatas
Peñas Chatas es un corregimiento del distrito de Ocú en la provincia de Herrera, República de Panamá. La población tiene 1.778 habitantes (2010).